# انتسو سالوی
انتسو سالْوی (ایتالیایی: Enzo Salvi؛ ‏ زادهٔ ۱۶ اوت ۱۹۶۳) بازیگر، کمدین و فیلم‌نامه‌نویس اهل ایتالیا است.
از فیلم‌هایی که وی در آن نقش داشته‌است، می‌توان به ازدواج در پاریس، کریسمس در هند، محافظ بدن و تابستانی کنار دریا اشاره کرد.